# Eristalis tomentosa
Eristalis tomentosa är en tvåvingeart som beskrevs av Macquart 1848. Eristalis tomentosa ingår i släktet slamflugor, och familjen blomflugor. Inga underarter finns listade i Catalogue of Life.